# Liu Xingzhou
Liu Xingzhou (chinesisch 劉興洲 / 刘兴洲, Pinyin Liú Xīngzhōu, * 17. März 1933 in Tianjin; † 6. November 2011 in Peking) war ein chinesischer Flugzeugingenieur. Er gilt als der Vater der chinesischen Staustrahltriebwerke.

## Jugend und Studium
Liu Xingzhou wurde am 17. März 1933 als Sohn von Tianjiner Intellektuellen geboren. Als die japanische Luftwaffe am Nachmittag des 29. Juli 1937 im Rahmen der Schlacht um Peking-Tianjin die Stadt großflächig bombardierte – innerhalb von vier Stunden kamen 2000 Menschen ums Leben, 100.000 wurden obdachlos – flüchtete die Familie mit einem Boot auf dem Kaiserkanal in die Großgemeinde Yangliuqing (杨柳青镇) im heutigen Stadtbezirk Xiqing.
Dies war einerseits ein traumatisches Erlebnis für das vierjährige Kind, andererseits erweckte es in ihm auch das Interesse an Flugzeugen. Bereits in der Grundschule begann Liu Xingzhou aus Pappkarton kleine Flugzeuge zu basteln und sie mit Gummibändern zu starten. Nach dem Abitur 1951 schrieb er sich am Institut für Triebwerksbau (发动机系) der Fakultät für Luftfahrttechnik (航空学院) der Tsinghua-Universität in Peking ein. Ein Jahr später, am 25. Oktober 1952, wurde auf Anweisung des Ministeriums für Bildung der Zentralen Volksregierung aus den Luftfahrttechnik-Instituten der Tsinghua-Universität, des Peking-Polytechnikums und der Sichuan-Universität die Luftfahrtakademie Peking gebildet, die heutige Universität für Luft- und Raumfahrt Peking. Liu Xingzhou studierte nun am dortigen Institut für Triebwerksbau (航空发动机系) mit Schwerpunkt handwerkliche Produktionstechniken (工艺专业) weiter.

## 1. Zweiginstitut
Im Juli 1953 trat er in die Kommunistische Partei Chinas ein und wurde nach dem Vordiplom 1956 mit Wirkung vom 1. Dezember 1957 dem 5. Forschungsinstitut des Verteidigungsministeriums zugeteilt. Am 16. November 1957 war dort auf Initiative von Verteidigungsminister Peng Dehuai das 1. Zweiginstitut unter der Leitung von Qian Xuesen gegründet worden, das sich mit der Entwicklung von Raketen befassen sollte, nicht nur Boden-Boden-Raketen, sondern auch Flugabwehrraketen und Seezielflugkörper. Speziell für letzteres Arbeitsgebiet wurde am 1. Zweiginstitut ein Labor für Staustrahltriebwerke (冲压发动机研究室) eingerichtet, das seine Räumlichkeiten in einer neu errichteten Kaserne in der heutigen Einwohnergemeinschaft Beili des Straßenviertels Yungang hatte. Dort begann Liu Xingzhou zu arbeiten.
Die Leitung des Labors hatte Liang Shoupan (梁守槃, 1916–2009), ein Professor der damals in Harbin angesiedelten Militärakademie für Ingenieurwissenschaften, der bereits 1956 zum 5. Forschungsinstitut gekommen war.
Die Gründung des 1. Zweiginstituts hängt mit dem Übereinkommen zwischen der Chinesischen Regierung und der Regierung der Sowjetunion über die Herstellung neuartiger Waffen und militärischer Ausrüstung sowie den Aufbau einer umfassenden Atomindustrie in China zusammen, das Vizepremier Nie Rongzhen am 15. Oktober 1957 in Moskau unterzeichnet hatte. Dort war unter anderem festgelegt, dass sowjetische Experten nach Peking reisen und China bei der Entwicklung von Seezielflugkörpern unterstützen sollten; der erste Flug des sowjetischen Staustrahlflugkörpers W-350 Burja hatte am 1. September 1957 stattgefunden.
Liang Shoupan erteilte Liu Xingzhou und einem weiteren Ingenieur den Auftrag, einen Prüfstand für ein Staustrahltriebwerk zu entwickeln (bei einem derartigen Triebwerk muss die Luft zur Verbrennung des Treibstoffs mit hoher Geschwindigkeit von vorne hineingedrückt werden). Die beiden mussten sich in die Thematik erst einarbeiten, was ihnen anhand von allgemein zugänglicher Literatur – Staustrahltriebwerke wurden seit dem Ersten Weltkrieg diskutiert – und mit Hilfe der sowjetischen Experten auch gelang. Dann beschloss die sowjetische Regierung nach einer seit dem Sommer 1958 schwelenden Krise zwischen Chruschtschow und Mao jedoch am 20. Juni 1959, die technologische Unterstützung für China einzustellen. Zu diesem Zeitpunkt waren die Arbeiten bereits weit fortgeschritten, und mit Hilfe der von den sowjetischen Experten zurückgelassenen Pläne – jenseits der Weltpolitik hatten sich persönliche Freundschaften entwickelt – konnte das Projekt vollendet werden. 1960 wurde das erste chinesische Staustrahltriebwerk auf dem Prüfstand gezündet.
Im Jahr 1958 hatte die Sowjetunion junge chinesische Raketeningenieure eingeladen, für ein Aufbaustudium nach Moskau an die Militärakademie für Ingenieure der Luftstreitkräfte „Prof. N. J. Schukowski“ zu kommen. Nach der Verschlechterung der chinesisch-sowjetischen Beziehungen wurde dies insoweit eingeschränkt, dass es aktiven Soldaten nicht mehr möglich war, an dem Programm teilzunehmen. Die Ingenieure des 5. Forschungsinstituts waren Mitarbeiter des Verteidigungsministeriums und fielen in diese Kategorie. Daher zogen sie ihre Uniformen aus und versuchten, über das Ministerium für Bildung nach Moskau zu gelangen. Während zum Beispiel Qi Faren mit dieser Strategie scheiterte, gelang das den meisten, so auch Liu Xingzhou. 1961 begann er an der Schukowski-Akademie ein Studium der Luftfahrttechnik. Dort wurden den Studenten jedoch nur die theoretischen Grundlagen beigebracht. Während seines gesamten Studiums, das er 1965 mit dem Grad eines Kandidaten der Wissenschaft (кандидат наук) abschloss,  bekam er kein einziges reales Staustrahltriebwerk zu Gesicht.

## 31. Forschungsinstitut
Am 1. September 1961 wurde der Arbeitsbereich Seezielflugkörper aus dem 1. Zweiginstitut ausgelagert und auf Anordnung des Staatsrats der Volksrepublik China sowie des Zentralkomitees der KPCh im 5. Forschungsinstitut des Verteidigungsministeriums das 3. Zweiginstitut mit Sitz in der heutigen Einwohnergemeinschaft Beiqu von Yungang gegründet. Die Einrichtungen in der alten Kaserne in Beili wurden nun als „31. Forschungsinstitut“ (三十一所) in das 3. Zweiginstitut integriert; der Zahlencode bedeutet „1. Forschungsinstitut des 3. Zweiginstituts“. Bei einer weiteren Umstrukturierung wurde am 4. Januar 1965 auf Beschluss des Nationalen Volkskongresses das 5. Forschungsinstitut aus dem Verteidigungsministerium herausgelöst und als „Siebtes Ministerium für Maschinenbauindustrie“ selbstständig. Die ehemaligen Zweiginstitute wurden nun in „Akademien“ (研究院) umbenannt, die Struktur und Nummerierung der Forschungsinstitute innerhalb der Akademien wurde beibehalten. Als Liu Xingzhou im Sommer 1965 aus Moskau zurückkehrte, hieß seine alte Arbeitsstelle „31. Forschungsinstitut der 3. Akademie“, er wurde zum Leiter des Labors für Staustrahltriebwerke ernannt.
Als nach dem Eintritt der USA in den Vietnamkrieg am 7. August 1964 eine amerikanische Landung an der chinesischen Küste befürchtet wurde, hatte man im September 1964 auf einer Besprechung im damaligen 5. Forschungsinstitut beschlossen, einen bereits seit 1962 angedachten, tieffliegenden Überschall-Marschflugkörper zu entwickeln, der, von Land aus gestartet, zur Abwehr von sich nähernden Schiffen dienen sollte. Für die neue Generation der Seezielflugkörper war der Name „Haiying“ (海鹰), also „Seeadler“ festgelegt, die Überschallvariante erhielt die Bezeichnung „Haiying 3“ (Haiying 1 und Haiying 2 flogen mit Mach 0,8). Qian Xuesen war der Ansicht, dass im Labor für Staustrahltriebwerke ausreichend Vorarbeit geleistet worden war, um einen bei der Truppe einsetzbaren Überschall-Seezielflugkörper zu bauen und bestimmte, dass die Haiying 3 einen Staustrahlantrieb erhalten sollte.

### CF-06

Prinzip des Staustrahltriebwerks (hier ohne Vorbrenner)

Als Laborleiter war Liu Xingzhou nun für die Entwicklung des Triebwerks mit der Bezeichnung „CF-06“ verantwortlich („CF“ steht für Chongya Fadongji bzw. 冲压发动机, also „Staustrahltriebwerk“), außerdem wurde er zum Stellvertretenden Chefkonstrukteur (副总设计师) der Haiying 3 ernannt.
Ein Jahr später brach jedoch die Kulturrevolution aus. Als Mitarbeiter an einem für die Landesverteidigung wichtigen Projekt waren Liu Xingzhou und seine Kollegen vor Übergriffen der Roten Garden geschützt, dennoch waren die Arbeitsbedingungen nicht einfach.
Liu Xingzhou übersetzte für seine Kollegen das Lehrbuch „Prinzip von Staustrahl- und Raketentriebwerken“ aus dem Russischen, dann begann man nacheinander die Probleme des Triebwerksstarts bei niedrigen Temperaturen, des Zusammenwirkens von Vorbrenner und Brennkammer, der Vibrationen bei nicht vollständiger Verbrennung des Treibstoffs, einer höheren Effizienz bei der Treibstoffverbrennung, der Zerstörung der Flammenhalter durch die hohe Temperatur und einer schnellen Zündung des Triebwerks zu lösen.
1969 war das erste Triebwerk fertiggestellt, 1975 dann ein Prototyp der Haiying 3. Man begann mit den Tests auf dem Prüfstand. Der raketenförmige Flugkörper, der im Wesentlichen aus einem Kerosintank mit einem Gefechtskopf an der Spitze bestand, war am hinteren Ende auf der linken und der rechten Seite mit jeweils einem CF-06-Triebwerk ausgestattet. Verdichtung und Temperatur am Lufteinlass mussten so gesteuert werden, dass bei beiden Triebwerken die gleichen Werte erzielt wurden. Das war nicht einfach, aber am Ende konnte auf dem Prüfstand das Einhalten einer korrekten Flugbahn simuliert werden.

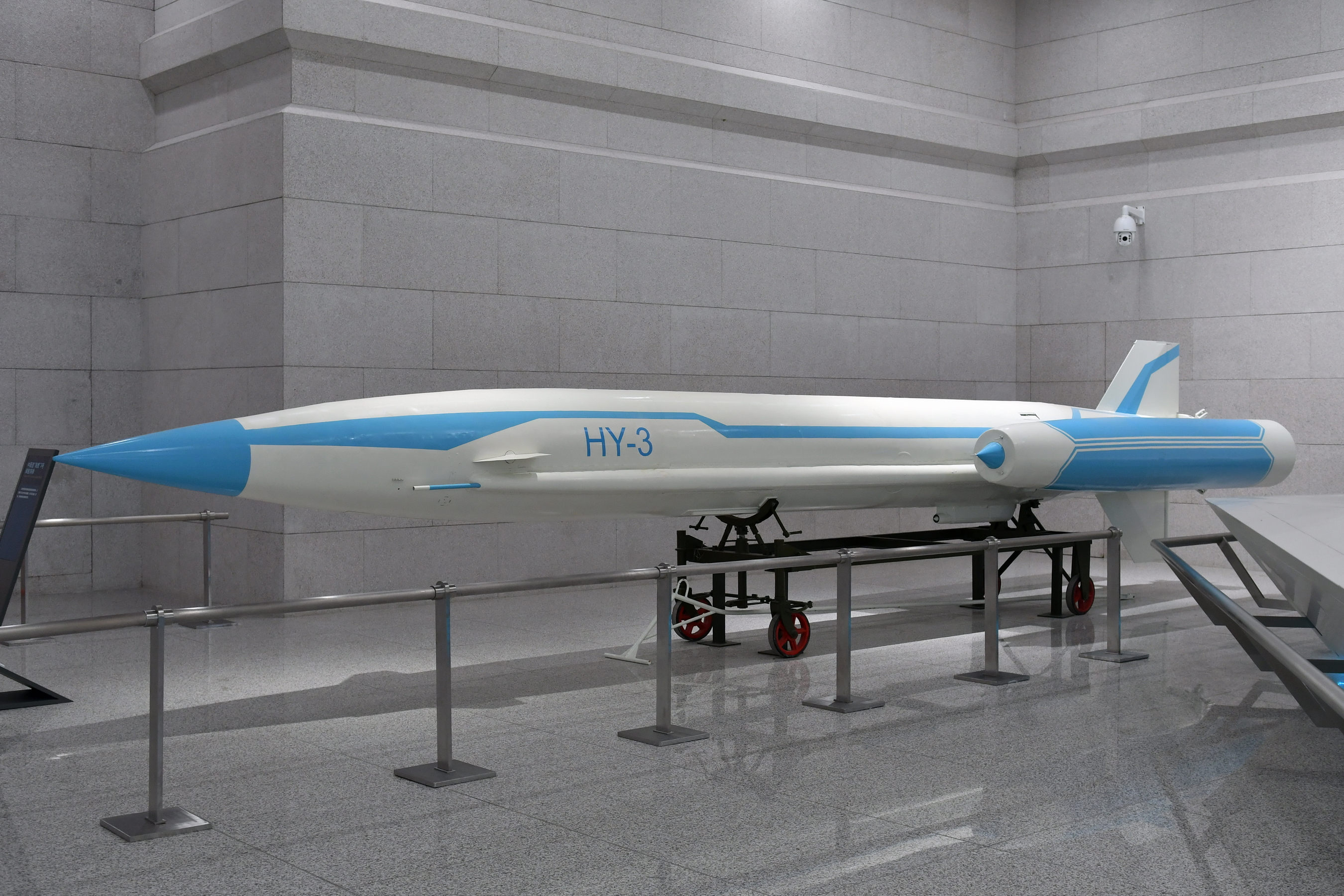
Haiying 3 (ohne Booster)

In der ersten Jahreshälfte 1979 fanden schließlich zwei Flugversuche statt, zunächst nur mit den vier Feststoffboostern, die am hinteren Ende rund um die beiden Staustrahltriebwerke angeordnet waren und den Flugkörper auf Überschallgeschwindigkeit beschleunigten. Liu Xingzhou schlug vor, die Staustrahltriebwerke nach dem Abbrennen der Booster im Flug zu zünden, wie es auch im Einsatz geschehen würde, um die Testflugkörper optimal auszunutzen. Dies wurde am 26. Juli 1979 versucht. Nach dem Durchbrechen der Schallmauer wurden die Booster abgesprengt, die beiden Staustrahltriebwerke zündeten gleichzeitig und beschleunigten die in 300 m Höhe fliegende Haiying 3 auf Mach 2. Die Telemetrie zeigte, dass beide Triebwerke stabil und mit gleichem Druck arbeiteten. Dies war die Geburtsstunde der chinesischen Staustrahlflugkörper.

### CF-03D
Ab 1980 begannen Liu Xingzhou und seine Kollegen, eine größere Variante des Triebwerks mit einem Durchmesser von 54 cm zu entwickeln, das CF-03D. Hierbei waren sie wieder mit ähnlichen Problemen konfrontiert wie beim Vorgängermodell: die Zerstörung der Flammenhalter durch die große Hitze, die rasche Zündung des Triebwerks zu einem genau festgelegten Zeitpunkt und die präzise, koordinierte Steuerung beider Triebwerke. Im Jahr 1986 fand der erste Testflug einer mit CF-03D-Triebwerken ausgestatteten Haiying 3 statt. Die gleichzeitige Zündung der Triebwerke funktionierte einwandfrei, innerhalb von 9 Sekunden beschleunigte der Flugkörper auf Mach 2. Die Haiying 3 flog in einer Höhe von 100–300 m entlang der vorgegebenen Bahn, die am Ende der 130 km langen Strecke bis dicht über die Wasseroberfläche abgesenkt wurde. Am Ende wurde die Haiying 3, im Ausland auch bekannt als C-301, zwar nicht bei der Volksbefreiungsarmee in Dienst gestellt, sie bildete jedoch einen wichtigen Schritt bei der Entwicklung von praxistauglichen Staustrahltriebwerken. Liu Xingzhou wurde dafür 1985, 1987 und 1988 mit Wissenschaftspreisen ausgezeichnet.

### Programm 863
Im März 1986 wurde von Deng Xiaoping das nach diesem Datum benannte Programm 863 zur Entwicklung von Hochtechnologie genehmigt. Aus Mitteln des Finanzministeriums wurden damals Projekte auf den Gebieten Biotechnologie, Raumfahrt, Informationstechnik, moderne Waffensysteme, Automatisierung, Energie und Materialkunde gefördert, für die Genehmigung der Förderanträge wurde bei jedem Fachbereich eine Expertenkommission eingerichtet. Liu Xingzhou, mittlerweile stellvertretender Direktor des 31. Forschungsinstituts, wurde 1987 in die Expertenkommission für den Fachbereich Raumfahrt (航天技术领域专家委员会) berufen.
Innerhalb  des Fachbereichs Raumfahrt, intern „863-2“ genannt, gab es die Sektion 863-204, die sich mit Raumschiffen befasste, die Raumfahrer zu einer Raumstation (Sektion 863-205) transportieren sollten. Liu Xingzhou vertrat die Ansicht, dass Sojus-ähnliche Raumschiffe nur der erste Schritt zu einem staustrahlgetriebenen Raumflugzeug sein konnten. Das 31. Forschungsinstitut hatte mit Mitteln der ebenfalls 1986 gegründeten Nationalen Stiftung für Naturwissenschaften auf diesem Gebiet bereits Grundlagenforschung betrieben, und ein entfernt an den amerikanischen Space Shuttle erinnernder Raumgleiter namens Tianjiao 1 der 1. Akademie wurde 1988 ernsthaft diskutiert. Letztendlich waren aber derartige Projekte zu jener Zeit noch weit jenseits der technischen Möglichkeiten Chinas. Im Juli 1989 wurde der Raumgleiter, ebenso wie das heutige Shenzhou-Raumschiff, von Deng Xiaoping zunächst abgelehnt.
Liu Xingzhou befasste sich jedoch zusammen mit einigen weiteren Experten im Fachbereich Raumfahrt weiter mit dem Thema. Er entwarf den sogenannten „Drei-Phasen-Plan“ (三步走) für ein wiederverwendbares zweistufiges Raumtransportsystem:
1. Wiederverwendbarer Gleitflugkörper mit Raketenantrieb, der einen nicht wiederverwendbaren Nutzlastträger mit Raketenantrieb in großer Höhe aussetzt.
2. Wiederverwendbarer Gleitflugkörper mit Raketenantrieb, der einen wiederverwendbaren Raumgleiter mit Raketenantrieb in großer Höhe aussetzt.
3. Wiederverwendbarer Gleitflugkörper mit kombiniertem Raketen-Staustrahl-Antrieb, der einen wiederverwendbaren Raumgleiter mit kombiniertem Staustrahl-Raketen-Antrieb in großer Höhe aussetzt.[15]

Da mit dem Programm 863 keine Grundlagenforschung, sondern Ingenieurprojekte gefördert werden, bestehen die Expertenkommissionen naturgemäß zu einem beträchtlichen Teil aus Industrievertretern. Die Kommissionen selbst sind jedoch nicht firmengebunden. Der Drei-Phasen-Plan wurde später von der Chinesischen Akademie für Trägerraketentechnologie aufgegriffen, die bei Phase 2 begann und ein im September 2020 erstmals getestetes Wiederverwendbares Raumtransportsystem mit Raketenantrieb entwickelt, während das 31. Forschungsinstitut gleich zu Phase 3 überging und an dem im August 2021 erstmals getesteten Tengyun-Raumgleiter mit kombiniertem Antrieb arbeitet.

### Yingji-12
Anfang der 1990er Jahre importierte China aus Russland die Staustrahl-Flugkörper 3M80E Moskit und Ch-31, was in der chinesischen Rüstungsindustrie erneutes Interesse an dieser Technologie weckte. 1992 zog sich Liu Xingzhou mit Ablauf seiner fünfjährigen Amtszeit aus der Expertenkommission Raumfahrt zurück, um sich ganz der Entwicklung der Staustrahltriebwerke für den Seezielflugkörper Yingji-12 (鹰击-12反舰导弹) zu widmen, von denen, ebenso wie bei den russischen Vorbildern, vier Stück rund um einen zentralen Flugkörper mit Tank und Feststoffbooster gruppiert waren. Die Technik des neuen Triebwerks basierte auf dem CF-03D, es war jedoch kleiner und durch die starke Verwendung von Titanlegierungen deutlich leichter. Anders als das CF-03D besitzen die Triebwerke der Yingji-12 am Lufteinlass keinen Konus zur Verdichtung. Um eine einfachere Konstruktion zu erreichen, machte Liu Xingzhou bewusst Abstriche bei der Sauerstoffversorgungseffizienz und gestaltete den Lufteinlass nur als abgeschrägte Öffnung.
Im Oktober 2013 wurde die Yingji-12 erstmals im chinesischen Fernsehen vorgestellt, Liu Xingzhou, seit 1995 Mitglied der Chinesischen Akademie der Ingenieurwissenschaften und bis zuletzt als Berater für das 31. Forschungsinstitut tätig, war jedoch bereits am 6. November 2011 im Alter von 78 Jahren verstorben.